# محطة قطار عين البيضاء
"محطة عين البيضاء هي محطة سكة حديد جزائرية تقع في بلدية عين البيضاء في ولاية أم البواقي. تُعدّ جزءًا من شبكة الخطوط الإقليمية التي تديرها الشركة الوطنية للنقل بالسكك الحديدية في الجزائر.

## موقعها في الشبكة الحديدية
تقع المحطة إلى الغرب من مدينة عين البيضاء على خط عين مليلة - العوينات. تسبقها محطة قطار أم البواقي وتتبعها محطة قطار سيدي يحيى (على خط عنابة - جبل العنق).

## خدمة المسافرين
تخدم محطة عين البيضاء قطارات الركاب طويلة المسافة في خط القطارات بين الجزائر وتبسة، و خنشلة قسنطينة.

### روابط خارجية
- "ش.و.ن.س.ح". الشركة الوطنية للنقل بالسكك الحديدية. مؤرشف من الأصل في 2025-05-05.